# Félix Markaida
Félix Markaida Aurrekoetxea (Lujua, Vizcaya, 20 de noviembre de 1931 - Bilbao, 26 de abril de 2008), más conocido como Markaida, fue un futbolista español. Jugaba de centrocampista y su primer club fue el Barakaldo. En el Athletic Club, formó parte de uno de los ataques más recordados del club junto a Artetxe, Arieta I, Uribe y Gainza.

## Carrera
Comenzó su carrera profesional, en 1949, jugando para el Barakaldo CF. Permaneció en el club aurinegro hasta 1952. En ese año se fue al Athletic Club, en donde estuvo hasta 1963. En el equipo vasco se convirtió en un jugador referente, logrando una cantidad considerable de goles (83 en 187 partidos). Una grave lesión de ligamentos y menisco, en octubre de 1961, acabó precipitadamente con su etapa como jugador rojiblanco, si bien, permaneció en el club hasta el fin de la temporada 1962-63.
Después, en 1963, se fue al Pontevedra CF. En 1964 fichó por el Recreativo de Huelva, donde se retiró como futbolista.
Falleció, en su casa de Bilbao, el 26 de abril de 2008.

## Clubes
| Club                       | País   | Año       |
| -------------------------- | ------ | --------- |
| Barakaldo C. F.            | España | 1949-1952 |
| Athletic Club              | España | 1952-1963 |
| Pontevedra C. F.           | España | 1963-1964 |
| R. C. Recreativo de Huelva | España | 1964-1965 |

## Palmarés
| Título                     | Club          | País   | Año     |
| -------------------------- | ------------- | ------ | ------- |
| Copa del Generalísimo      | Athletic Club | España | 1955    |
| Primera División de España | Athletic Club | España | 1955-56 |
| Copa del Generalísimo      | Athletic Club | España | 1956    |
| Copa del Generalísimo      | Athletic Club | España | 1958    |